# Sporting Clube de Portugal 2011-2012

## Stagione
Nella stagione 2011-2012 lo Sporting Lisbona venne allenato inizialmente da Domingos Paciência, esonerato e sostituito Ricardo Sá Pinto alla diciottesima giornata di campionato, conluso al quarto posto, che valse la qualificazione in Europa League. In Taça de Portugal i Leões persero in finale contro la soropresa del torne Académica, mentre in Taça da Liga già nella fase a gironi. Il cammino in Europa League si fermò in semifinale contro gli spagnoli dell'Athletic Bilbao con un risultato complessivo di 3-4.

## Maglie e sponsor
|  | Casa |  | Trasferta |  | Terza maglia |  | Portiere |  | 2ª Portiere |

## Rosa
| N. |                        | Ruolo | Calciatore               |
| -- | ---------------------- | ----- | ------------------------ |
| 1  | Portogallo (bandiera)  | P     | Rui Patrício             |
| 2  | Perù (bandiera)        | D     | Alberto Junior Rodríguez |
| 3  | Portogallo (bandiera)  | D     | Daniel Carriço           |
| 4  | Brasile (bandiera)     | D     | Ânderson Polga           |
| 5  | Stati Uniti (bandiera) | D     | Oguchi Onyewu            |
| 6  | Brasile (bandiera)     | D     | Evaldo                   |
| 7  | Bulgaria (bandiera)    | A     | Valeri Božinov           |
| 8  | Paesi Bassi (bandiera) | C     | Stijn Schaars            |
| 9  | Paesi Bassi (bandiera) | A     | Ricky van Wolfswinkel    |
| 10 | Russia (bandiera)      | C     | Marat Izmajlov           |
| 11 | Spagna (bandiera)      | A     | Diego Capel              |
| 12 | Portogallo (bandiera)  | D     | Marco Caneira            |
| 12 | Brasile (bandiera)     | P     | Marcelo Boeck            |
| 14 | Cile (bandiera)        | C     | Matías Fernández         |

| N. |                       | Ruolo | Calciatore            |
| -- | --------------------- | ----- | --------------------- |
| 16 | Portogallo (bandiera) | P     | Tiago Ferreira        |
| 17 | Venezuela (bandiera)  | A     | Jeffrén Suárez        |
| 18 | Perù (bandiera)       | A     | André Carrillo        |
| 19 | Colombia (bandiera)   | D     | Santiago Arias        |
| 20 | Portogallo (bandiera) | A     | Yannick Djaló         |
| 21 | Argentina (bandiera)  | C     | Fabián Rinaudo        |
| 23 | Portogallo (bandiera) | A     | Hélder Postiga        |
| 25 | Portogallo (bandiera) | C     | Bruno Pereirinha      |
| 26 | Portogallo (bandiera) | C     | André Santos          |
| 31 | Uruguay (bandiera)    | A     | Sebastián Ribas       |
| 48 | Argentina (bandiera)  | D     | Emiliano Insúa        |
| 77 | Brasile (bandiera)    | C     | Elias Mendes Trindade |
| 88 | Portogallo (bandiera) | D     | João Gonçalves        |

## Statistiche

### Statistiche di squadra
| Competizione     | Punti | Totale | Totale | Totale | Totale | Totale | Totale | DR  |
| Competizione     | Punti | G      | V      | N      | P      | Gf     | Gs     | DR  |
| ---------------- | ----- | ------ | ------ | ------ | ------ | ------ | ------ | --- |
| Primeira Liga    | 59    | 30     | 18     | 5      | 7      | 47     | 26     | +21 |
| Taça de Portugal | -     | 7      | 5      | 1      | 1      | 14     | 4      | +10 |
| Taça da Liga     | 2     | 3      | 0      | 2      | 1      | 2      | 3      | -1  |
| Europa League    | 12    | 16     | 9      | 3      | 4      | 22     | 16     | +6  |
| Totale           | -     | 56     | 32     | 11     | 13     | 85     | 49     | +36 |